# 六英里倫 (新澤西州)
六英里倫（英語：Six Mile Run）是位於美國新澤西州薩默塞特縣的普查規定居民點。

## 人口
根據2020年美國人口普查的數據，六英里倫的面積為19.38平方千米，當中陸地面積為19.36平方千米，而水域面積為0.02平方千米。當地共有人口3383人，而人口密度為每平方千米174.56人。